# Çäkçäk

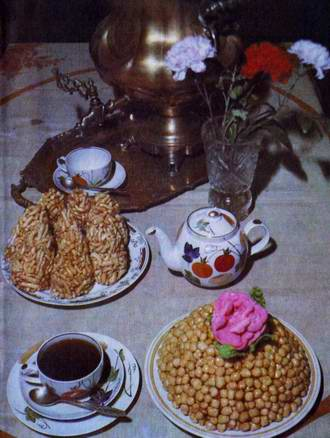
Un plat de çäkçäk à droite.

Le çäkçäk (bachkir : сәк-сәк, kazakh : шәк-шәк, tatar : чәкчәк, ouzbek : chak-chak/чак-чак) est une pâtisserie orientale préparée à partir de pâte et de miel. Originaire des populations turcophones d'Asie centrale, il est plus particulièrement populaire au Tatarstan et en Bachkirie, mais aussi chez les Karatchaïs et les Balkars, et dans toute la Russie. Il est reconnu comme un plat national tatar et bachkir.

## Histoire
Les origines du çäkçäk sont très anciennes : on en retrouve des traces pré-musulmanes (VIIe siècle au IXe siècle) chez les Bulgares de la Volga.

## Préparation
Le çäkçäk est fabriqué avec de la pâte sans levain à base de farine de blé et d’œufs. Plus la pâte est molle, plus le çäkçäk sera aéré et léger. La pâte est roulée en boule de la taille d'une noisette ou sous forme de vermicelles, et frite dans l'huile dans un kazan. Des noisettes ou des fruits séchés peuvent être rajoutés au mélange. Une fois cuites, les boules sont empilées dans un moule spécial et trempées dans du miel chaud. Après durcissement, le çäkçäk est démoulé et décoré avec des noisettes et des fruits séchés et parfois des sucreries ou des pâtes de fruits (pastila (en) tatare).

## Différents types deçäkçäk
- Dans la version tadjique et de Boukhara, appelée kaleve, la pâte est mise en forme de vermicelles ; la variante kazakhe est similaire.
- Les recettes tatare et bachkire sont différentes : le çäkçäk tatar est fabriqué à base de très petits boudins (2 à 3 mm d'épaisseur pour 2 à 3 cm de long), alors que la version bakchire est plus épaisse (1 cm de diamètre pour 3 à 5 cm de long).
- La variante laks utilise une pâte au miel et implique l'utilisation de noix.
- Les Kabardes utilisent une pâte sucrée coupée en losanges.

## Consommation
C'est un plat de mariage traditionnel, souvent couvert de confiseries et de dragées. Autrefois, au Tatarstan, le çäkçäk n'était préparé que lors des mariages ; il était et est encore d'usage que ce soit la famille de la mariée qui le prépare. Aujourd'hui cependant, le çäkçäk est devenu un plat quotidien ; il peut être trouvé dans les grandes surfaces des grandes villes de Russie.
Le çäkçäk est un dessert qui se consomme avec du thé ou du café. Il peut être découpé en morceaux entre les convives, ou servi entier. Le çäkçäk se conserve jusqu'à quinze jours après sa confection, voire plus longtemps sous emballage scellé.

## Records
- Le record de poids a été enregistré lors l'ouverture de la FIFA à Kazan : le çäkçäk préparé à cette occasion pesait 4026,4 kg[4].
- Le plus gros çäkçäk de Bachkirie pesait 200 kg et a été préparé lors de la foire du miel en août 2012 à Oufa[5],[6]. Un çäkçäk de poids similaire a été préparé en juin 2014 à Tomsk lors de Sabantuy[7].